# Владислав Шидловський
Владислав Шидловський (пол. Władysław Szydłowski) — польський чиновник.

## Біографія
В період австрійського правління, працював чиновником в Галицькій автономії. Був призначений судовим секретарем в Прухніку. В Львові одружився з Казимірою Чоловською, сестрою Александера. Член Львівської окружної асоціації. В травні 1910 року став членом ревізійної комісії Асоціації економістів, професорів та науковців у Львові. Також займав посаду секретаря Наглядової ради фонду кредитів у Львові.
1928 стає членом Союзу Праці і господарства.1934 нагороджений Орденом Відродження Польщі за досягнення в галузі захисту інтересів державного казначейства.